# 汪海洲
汪海洲（1967年1月—），男，汉族，甘肃民勤人，中华人民共和国政治人物。

## 生平
曾在甘肃省国有企业金川集团、白银市、甘肃省工信委任职，2016年调任西藏，出任西藏自治区人民政府副主席，现任中共西藏自治区党委常委、宣传部部长。